# Asota dama
Asota dama là một loài bướm đêm trong họ Erebidae.